# Anopheles pallidus
Anopheles pallidus är en tvåvingeart som beskrevs av Theobald 1901. Anopheles pallidus ingår i släktet Anopheles och familjen stickmyggor. Inga underarter finns listade i Catalogue of Life.